# 机场站 (釜山广域市)
機場站（：／ Gonghang yeok */?）是釜山－金海輕軌沿線的一座高架車站，位於韓國釜山廣域市江西區大渚2洞。站體設於金海國際機場國內線航廈與國際線航廈之間，作為機場聯外軌道運輸車站。

## 車站結構
站體為2面2線側式月台的高架車站，候車月台設有月台幕門，並有2處出口。

### 月台配置
| 西釜山流通地區 ↑ |
| \| 上            |
| ↓ 德斗           |

| 月台 | 路線              | 目的地                     |
| ---- | ----------------- | -------------------------- |
| 上行 | ●釜山－金海轻电铁 | 掛法Renecite、沙上方向     |
| 下行 | ●釜山－金海轻电铁 | 大渚、金海市廳、加耶大方向 |

## 歷史
- 2011年9月16日：落成啟用。

## 車站週邊
- 金海國際機場
- 釜山港國際客運碼頭
- 釜山港國內貨運碼頭
- 上芳村
- 德斗初等學校

## 圖片

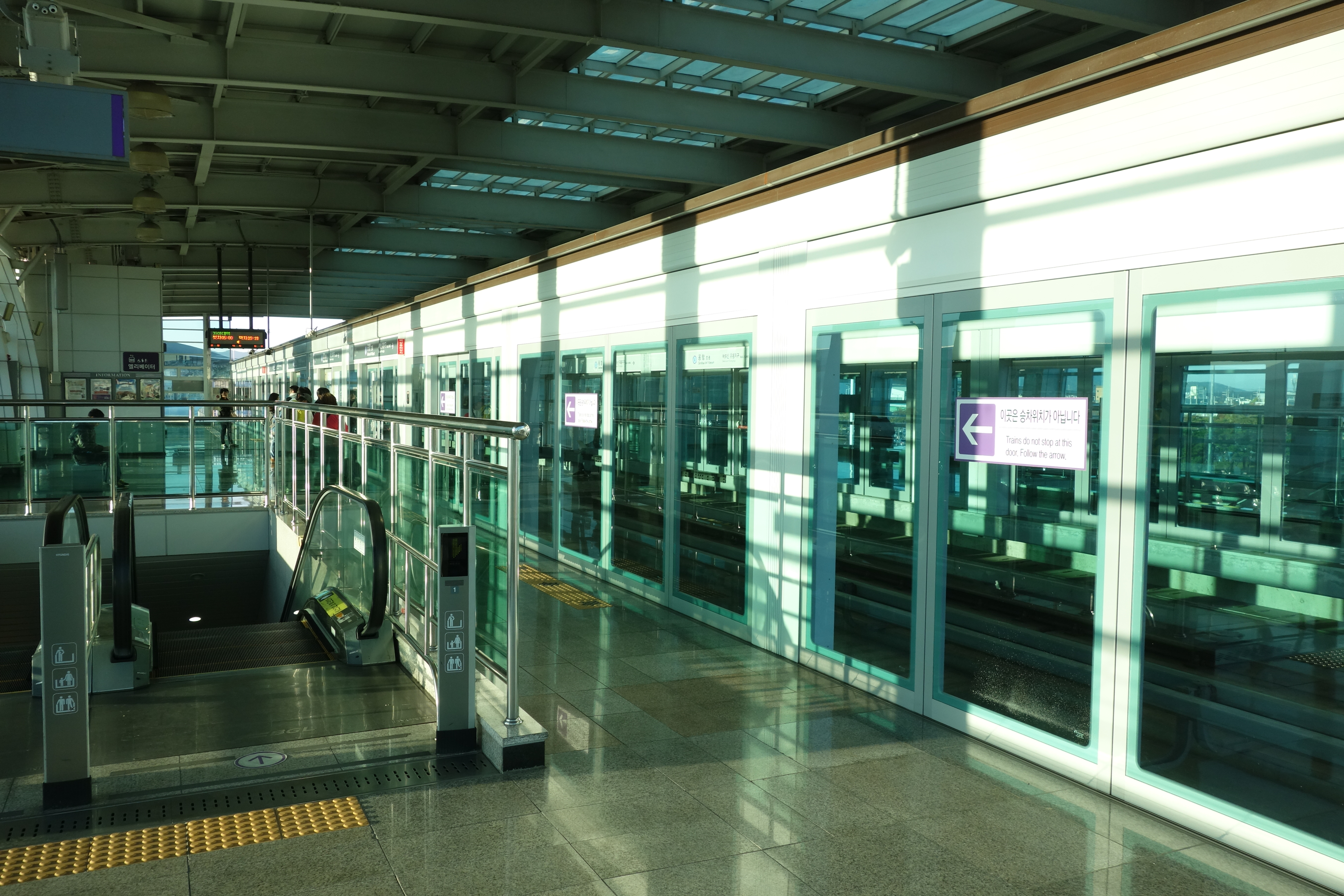
候車月台
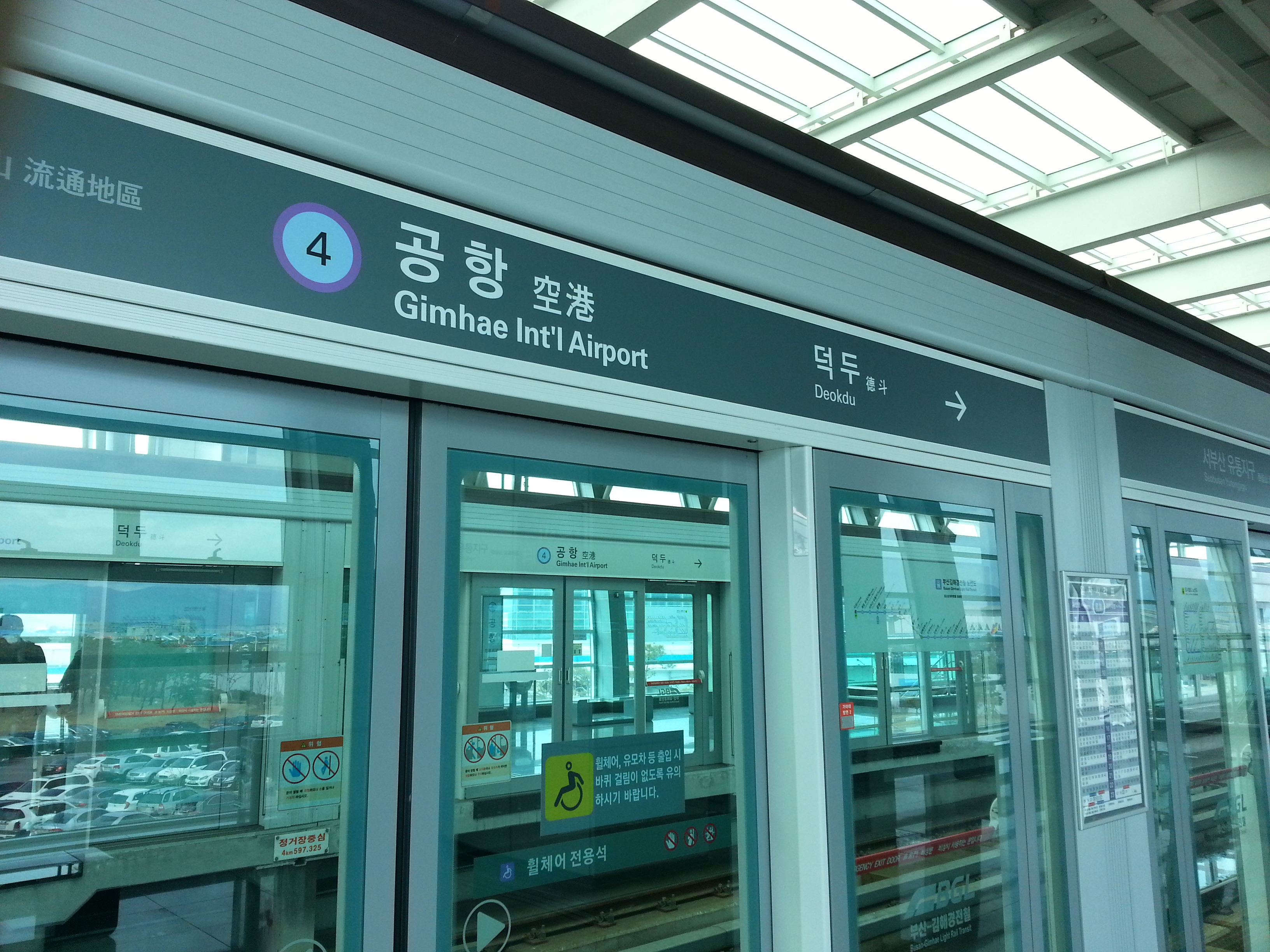
月台門
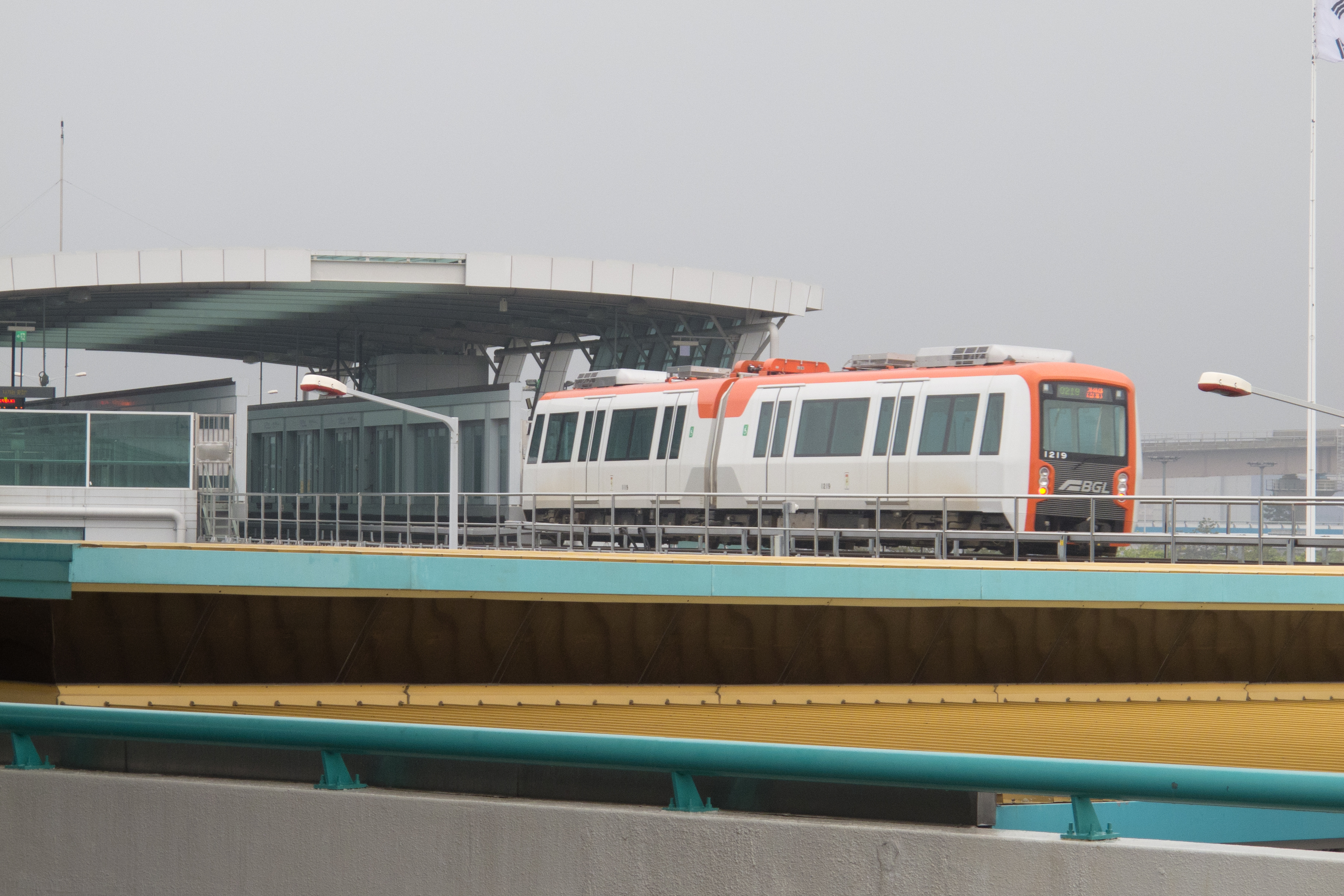
列車駛出車站
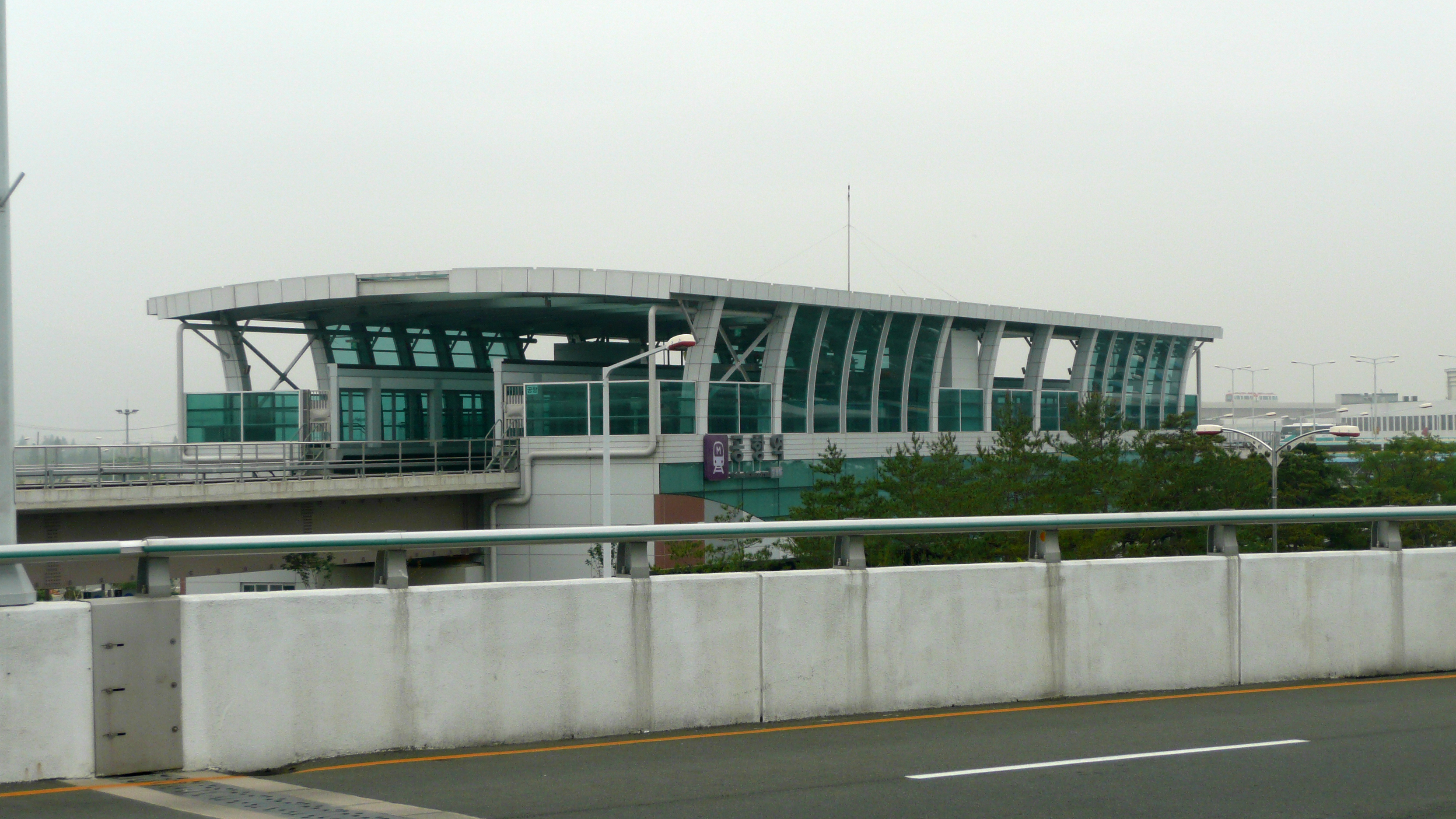
車站建築（遠眺）
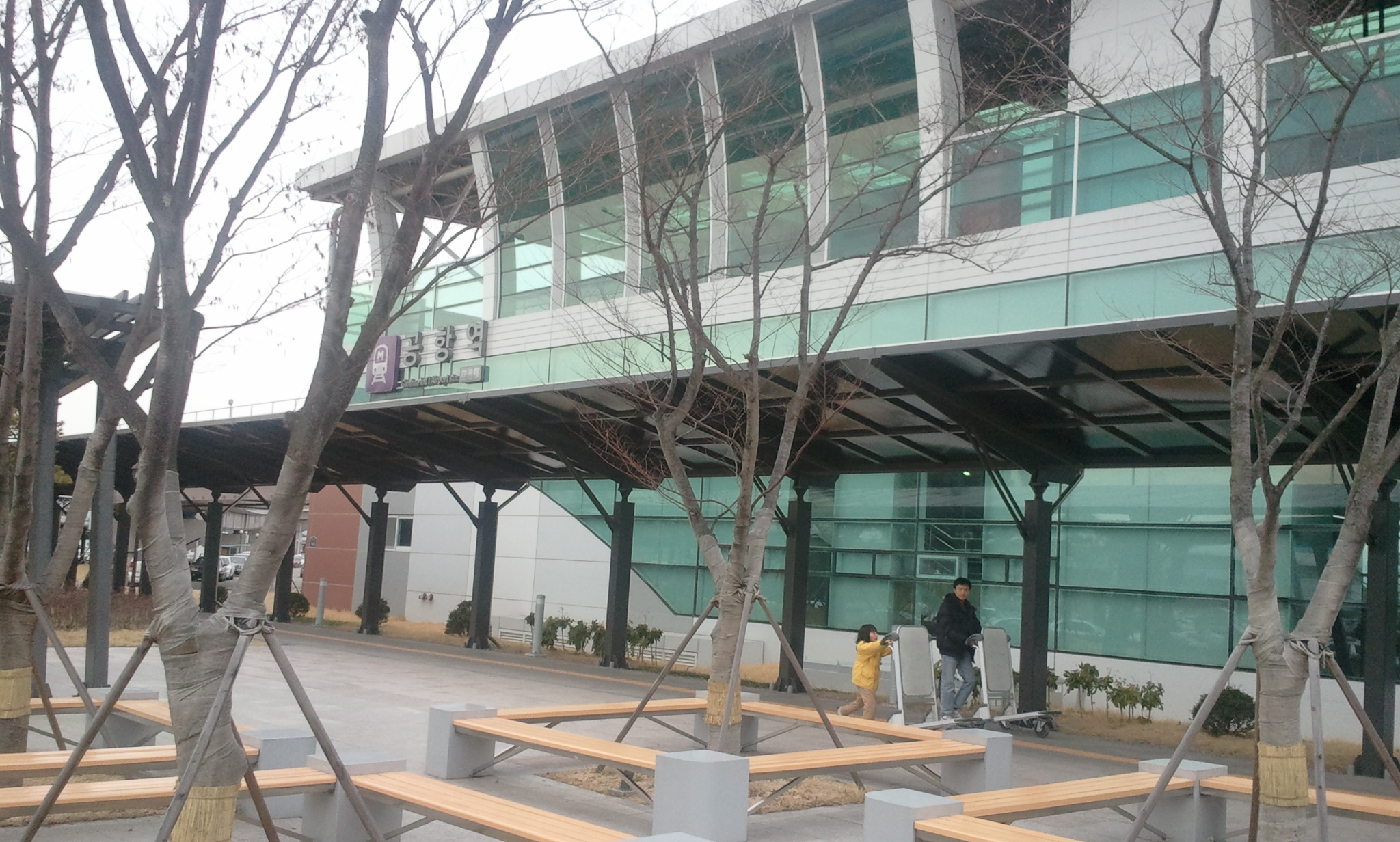
車站建築（近看）

## 相鄰車站
釜山-金海輕電鐵
●釜山－金海轻电铁
西釜山流通地區（3）－機場（4）－德斗（5）